# Wolfsburg-Unkeroda
Wolfsburg-Unkeroda település Németországban, azon belül Türingiában. Lakosainak száma 734 fő (2010).

## Népesség
A település népességének változása:

| 2010 | 734 |